# Cornumutila quadrivittata
Cornumutila quadrivittata är en skalbaggsart som först beskrevs av Friedrich-August von Gebler 1830.  Cornumutila quadrivittata ingår i släktet Cornumutila och familjen långhorningar.
Artens utbredningsområde är:
- Frankrike.
- Ukraina.

Inga underarter finns listade i Catalogue of Life.